# Teclea carpopunctifera
Teclea carpopunctifera là một small cây rừng thuộc họ Rutaceae. Đây là loài đặc hữu của Côte d'Ivoire.